# 윤미진
윤미진(尹美進, 1983년 4월 30일 ~ )은 대한민국의 양궁 선수이다.
2000년 시드니 올림픽에서 18살의 나이로 여자 양궁 단체전과 개인전에서 금메달을 획득하여 2관왕을 차지하였다. 이후 2004년 아테네 올림픽에서도 국가대표로 발탁되어 여자양궁단체전에서 박성현, 이성진과 함께 금메달을 획득하였으나, 개인전에서는 8강에서 탈락하였다. 2012년 11월부터 현대백화점 플레잉코치로 활동 중이다.
경희대학교 체육학부에서 스포츠지도학을 전공했으며, 동대학 체육대학원에서 '양궁선수들의 경기력에 따른 심리기술'이라는 주제로 스포츠지도학전공 석사를 취득했다. 2014년에는 인천 아시안게임에서 해설을 하기도 했다. 2017년에 여주시청으로 이적하였다.

## 학력
- 송정초등학교
- 창용중학교
- 경기체육고등학교
- 경희대학교

## 같이 보기
- 대한민국 양궁 선수 목록